# Sgurr na Ciste Duibhe
Sgurr na Ciste Duibhe är ett berg i Storbritannien.   Det ligger i kommunen Highland och riksdelen Skottland, i den nordvästra delen av landet, 700 km nordväst om huvudstaden London. Toppen på Sgurr na Ciste Duibhe är 1 027 meter över havet, eller 175 meter över den omgivande terrängen. Bredden vid basen är 1,8 km.
Terrängen runt Sgurr na Ciste Duibhe är huvudsakligen kuperad, men den allra närmaste omgivningen är bergig. Trakten runt Sgurr na Ciste Duibhe är nära nog obefolkad, med mindre än två invånare per kvadratkilometer. Närmaste större samhälle är Glenelg, 17,5 km väster om Sgurr na Ciste Duibhe. Trakten runt Sgurr na Ciste Duibhe består i huvudsak av gräsmarker.